# Oxyptilus
Oxyptilus is een geslacht van vlinders van de familie vedermotten (Pterophoridae).

## Soorten
- O. aguessei Bigot, 1964
- O. anthites Meyrick, 1936
- O. bohemanni Wallengren, 1859
- O. caryornis Meyrick, 1935
- O. catathectes Meyrick, 1933
- O. causodes Meyrick, 1905
- O. celebratus Meyrick, 1932
- O. cinctipedalis Walker, 1864
- O. chordites Meyrick, 1913
- O. chrysodactyla - Havikskruidvedermot (Denis & Schiffermüller, 1775)
- O. delawaricus Zeller, 1873
- O. epidectes Meyrick, 1907
- O. epidectis Meyrick, 1908
- O. erebites Meyrick, 1937
- O. ericetorum (Stainton, 1851)
- O. erythrodactylus Fletcher D. S., 1911
- O. esuriensis Meyrick, 1932
- O. idonealis Walker, 1864
- O. indentatus Meyrick, 1930
- O. insomnis Townsend, 1956
- O. intercisus Meyrick, 1930
- O. lactucae Fletcher, 1920
- O. languidus Felder, 1875
- O. maleficus Meyrick, 1926
- O. maroccanensis Amsel, 1956
- O. nanellus Walker, 1864
- O. neales Walsingham, 1915
- O. orichalcias Meyrick, 1916
- O. parvidactyla - Fraaie muizenoorvedermot (Haworth, 1811)
- O. perunovi Ustjuzhanin, 1996
- O. pilosellae - Muizenoorvedermot (Zeller, 1841)
- O. praedator Meyrick, 1910
- O. regalis Fletcher, 1909
- O. regulus Meyrick, 1906
- O. scutifer Meyrick, 1930
- O. secutor Meyrick, 1911
- O. tessmanni Strand, 1913
- O. variegatus Meyrick, 1920
- O. vaughani Fletcher, 1909
- O. wallacei Fletcher, 1911
- O. zonites Meyrick, 1913